# Kalvsund
Kalvsund est une île et une municipalité de l'archipel nord de Göteborg située dans la commune d'Öckerö, dans le comté de Västra Götaland.
Sa population était de 231 habitants en 2020.